# 嗇色園主辦可藝中學
嗇色園主辦可藝中學（英語：Ho Ngai College (Sponsored by Sik Sik Yuen)）是香港的一所政府資助的津貼中學，由辦學團體嗇色園於1991年創立，位於香港新界屯門愛明里8號。。

## 校政管理
歷任校監
- 1991年至？：黃允畋 先生
- 2011年至？：余君慶 先生
- 劉國基 先生

歷任校長
- 1991年至2000年：伍瑞球 先生
- 2000年至2007年：譚偉珠 先生
- 2007年至2011年：何潤和 先生
- 2011年至今：張建新 先生

## 辦學宗旨
秉承嗇色園「普濟勸善」寶訓，以「學生為本」的理想，因材施教，並著重學生五育的均衡發展。

## 歷史
1991年︰	嗇色園主辦可藝職業先修中學校舍奠基。借用可道中學部份課室作為臨時校舍，嗇色園董事會主席黃允畋先生出任校監，伍瑞球先生為首任校長。
1992年︰	遷回屯門新校舍，中一至中二共12班。
1995年︰	開辦至中五，共26班。翌年開辦中六預科課程。
1997年︰	配合教育署職業先修及工業中學教育政策，取消工商分流，並將學校正名為「嗇色園主辦可藝中學」，更成為首批質素保證視學計劃先導學校。
1998年︰	新翼大樓落成。同年成立家長教師會。
2009年︰	可藝與屯門官立中學、南屯門官立中學及廠商會蔡章閣中學四校組成聯校網絡，實行新學制「提供寬廣課程」。

## 校園設施
此校面積約6,000多平方米，設施包括標準課室、電腦室、資訊科技研習中心、多媒體學習中心、設計與應用科技工場、家政室、視覺藝術室、音樂室、化學與科學實驗室、生物與科學實驗室、物理實驗室、人體運動實驗室、圖書館、禮堂、講學室、學生活動中心、多用途學習室、自學資源中心、輔導活動室、攀石牆、跳遠沙池等。

## 校友

### 演藝界
- 薛立賢：前香港童星
- 張振朗：香港男藝人
- 黃意雅：香港女歌手

### 體育界
- 曹星如：香港職業西洋拳拳擊手[2]
- 曹聲揚：香港職業拳擊運動員
- 張俊軒︰香港足球運動員
- 李藹軒︰香港足球運動員
- 李溢朗︰香港足球運動員
- 彭超然︰香港足球運動員
- 陳冠延︰香港籃球運動員
- 李靖祺︰香港籃球運動員
- 李超然︰香港籃球運動員
- 梁兆華︰香港籃球運動員
- 戴文君︰香港排球運動員
- 李嘉展︰香港獨木舟水球運動員
- 阮世興︰攀山及攀石運動員
- 張樂兒︰世界職業拉丁舞大賽香港代表
- 盧俊賢︰香港首位榮獲「馬拉松大滿貫」殊榮的跑手

## 外部連結
- 嗇色園主辦可藝中學官方網站 （页面存档备份，存于）
- 嗇色園主辦可藝中學YouTube頻道 （页面存档备份，存于）
- 嗇色園主辦可藝中學Facebook專頁 （页面存档备份，存于）
- 嗇色園官方網站 （页面存档备份，存于）
- OpenSchool︰嗇色園主辦可藝中學簡介 （页面存档备份，存于）
- 升中指南HNC特輯 （页面存档备份，存于）